# Antoine Bauza
Antoine Bauza (n. 25 de agosto de 1978) es un diseñador de juegos francés. Ha diseñado juegos de mesa, juegos de rol y videojuegos.
Bauza nació el 25 de agosto de 1978. en Valence (Francia). De adolescente, estaba interesado en los juegos de rol y quería ser diseñador de videojuegos. No obstante, Bauza decidió no dedicarse profesionalmente a los videojuegos porque no quería mudarse a Shanghai o Montreal, donde las compañías de videojuegos estaban contratando en ese momento.  En cambio, decidió estudiar Magisterio. Después de reencontrarse con amigos que comenzaron a organizar sus propias noches de juegos, Bauza comenzó a hacer sus primeros prototipos de juegos de mesa en 2003 durante su tiempo libre mientras estudiaba.
Ávido jugador de juegos de mesa, Bauza decidió comenzar a crear juegos de mesa en 2007. En 2010, empezó a trabajar a tiempo completo en la creación de juegos mesa.  Su colega Bruno Cathala cita a Bauza como el único diseñador de juegos francés que conoce que realmente puede vivir de los ingresos de esta profesión.
Algunos de sus juegos han obtenido premios prestigiosos, como 7 Wonders (Kennerspiel des Jahres 2011, Deutscher Spielepreis 2011), Takenoko (As d'Or – Jeu de l'Année 2012) y Hanabi (Spiel des Jahres 2013). Ha publicado juegos junto a Ludovic Maublanc, Serge Laget, Bruno Faidutti y Bruno Cathala.
En enero de 2025 su juego 7 Wonders accedió como uno de los veinticinco juegos seleccionados para el salón de la fama de BoardGameGeek
Aportó el guion para el cómic «L'encre du passé» (La tinta del pasado), publicado en 2009 por Dupuis en la serie «Aire libre» (ISBN 978-2-8001-4380-4 ).

## Juegos destacados

###### Juegos de mesa
- Chabyrinthe
- Draftosaurus
- Ghost Stories
- Hurry’Cup
- Bakong
- Pocket Rockets
- Monster Chase!
- Pony Express
- Hanabi
- 7 Wonders
- 7 Wonders Duel
- Rockband Manager
- Mystery Express
- Dojo
- Dr. Shark
- Witty Pong
- Takenoko
- Ali
- Tokaido
- Namiji
- The Little Prince: Make Me a Planet
- Terror in Meeple City
- Samurai Spirit
- Victorian Masterminds
- Welcome back to the dungeon
- Last Bastion

###### Juegos de rol
- Exil
- Final Frontier
- Little Wizards

###### Videojuegos
- Furry Tales
- World of Lovecraft